# Annina mannai
Annina mannai är en kräftdjursart som beskrevs av Marilyn Schotte 1994. Annina mannai ingår i släktet Annina och familjen Cirolanidae. Inga underarter finns listade i Catalogue of Life.